# Enante
Enante (grec antic: Οἰνάνθη, llatí: Oenanthe) fou la mare d'Agàtocles, el ministre de Ptolemeu IV Filopàtor, i de la seva germana Agatoclea. Fou ella qui va introduir els seus fills al rei, i va tenir força influència al govern.
Quan el poble es va revoltar contra Agàtocles, Enante va fugir i es va refugiar al Tesmofòrion (el temple de Demèter i Persèfone), on va invocar la protecció de les deesses. Fou capturada i passejada despullada dalt de cavall per un estadi i finalment entregada al poble, que la va matar esquarterada.